# Volby do Národního shromáždění Francouzské republiky 1997
Volby proběhly 25. května (1. kolo) a 1. června (2. kolo) roku 1997.
Volby vyhrála levice, vládu sestavovala Socialistická strana.

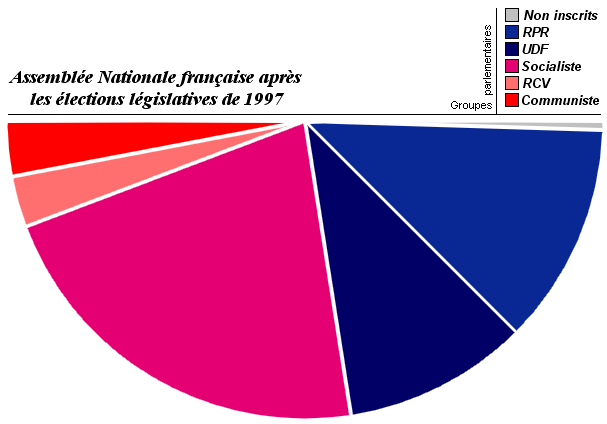
Grafické znázornění rozdělení mandátů

| Strana | Strana        | Hlasy v 1. kole | Mandáty |
| ------ | ------------- | --------------- | ------- |
|        | PS            | 23,5 %          | 246     |
|        | RPR           | 15,7 %          | 140     |
|        | UDF           | 14,2 %          | 109     |
|        | PCF           | 9,9 %           | 37      |
|        | PRS           | 1,5 %           | 13      |
|        | Divers gauche | 1,9 %           | 9       |
|        | LV            | 3,6 %           | 7       |
|        | MDC           | 1,0 %           | 7       |
|        | Divers droit  | 4,2 %           | 6       |
|        | MPF           | 2,4 %           | 2       |
|        | FN            | 14,9 %          | 1       |
|        | ostatní       |                 | 0       |
|        | Celkem        | 100 %           | 577     |